# Bulbul d'Aceh
El bulbul d'Aceh (Pycnonotus snouckaerti) és una espècie d'ocell de la família dels picnonòtids (Pycnonotidae). És endèmic de la província indonèsia d'Aceh, al nord de l'illa de Sumatra. Els seus hàbitats principals són els boscos tropicals i subtropicals de frondoses humits de les terres baixes i de l'estatge montà, els matollars humits i d'altura tropicals i subtropicals, les terres llaurades i les àrees forestals fortament degradades. El seu estat de conservació es considera en perill d'extinció.